# جيفري ماتيوس غاليانو
جيفري ماتيوس غاليانو (بالإنجليزية: Jeffrey Gal)‏ هو لاعب كرة قدم أمريكي، ولد في 6 أبريل 1993 في شيكاغو في الولايات المتحدة.

## وصلات خارجية
- جيفري ماتيوس غاليانو على موقع اتحاد السويد (السويدية)
- جيفري ماتيوس غاليانو على موقع قاعدة بيانات كرة القدم.إي يو (الإنجليزية)
- جيفري ماتيوس غاليانو على موقع Soccerway.com (الإنجليزية)